# Pekao Tower
Pekao Tower, także Gmach im. dr. Mariana Kantona – warszawski wieżowiec zaprojektowany dla Banku Pekao SA w 1991 przez Miljenko Dumenčica, ukończony w 1993. Zlokalizowany przy wolskim odcinku ulicy Grzybowskiej. Do 2022 był siedzibą centrali tego banku. Nosi imię Mariana Kantona.